# Orange City (Iowa)
Orange City ist eine Kleinstadt (mit dem Status „City“) und Verwaltungssitz des Sioux County im US-amerikanischen Bundesstaat Iowa. Das U.S. Census Bureau hat bei der Volkszählung 2020 eine Einwohnerzahl von 6.267 ermittelt.

## Geografie
Orange City liegt im Nordwesten Iowas, wenige hundert Meter westlich des Floyd River, eines linken Nebenflusses des Missouri. Der am Big Sioux River gelegene Schnittpunkt der drei Bundesstaaten Iowa, South Dakota und Minnesota befindet sich 96 km nordwestlich von Orange City. Nach Nebraska sind es 69 km in südsüdwestlicher Richtung.
Die geografischen Koordinaten von Orange City sind 43°00′26″ nördlicher Breite und 96°03′30″ westlicher Länge. Das Stadtgebiet erstreckt sich über eine Fläche von 10,2 km² und verteilt sich über die Holland und die Nassau Township.
Nachbarorte von Orange City sind Boyden (24,9 km nordnordöstlich), Hospers (18,9 km ostnordöstlich), Alton (6 km ostsüdöstlich), Maurice (14,9 km westsüdwestlich), Sioux Center (17,9 km nordwestlich) und Hull (26,4 km nordnordwestlich).
Die nächstgelegenen größeren Städte sind die Twin Cities in Minnesota (Minneapolis und Saint Paul) (373 km nordöstlich), Iowas Hauptstadt Des Moines (359 km südöstlich), Nebraskas größte Stadt Omaha (230 km südlich), Sioux City (67,5 km südsüdwestlich) und South Dakotas größte Stadt Sioux Falls (109 km nordwestlich).

## Verkehr
Rund zwei Kilometer östlich von Orange City verläuft entlang des Floyd River der vierspurig ausgebaute Iowa Highway 60. Durch das Stadtgebiet verläuft in West-Ost-Richtung der Iowa Highway 10. Alle weiteren Straßen sind untergeordnete Landstraßen, teils unbefestigte Fahrwege sowie innerörtliche Verbindungsstraßen.
Mit dem Orange City Municipal Airport befindet sich im südlichen Stadtgebiet von Orange City ein kleiner Flugplatz für die Allgemeine Luftfahrt. Die nächsten Verkehrsflughäfen sind der Sioux Gateway Airport in Sioux City (81 km südsüdwestlich) und der Sioux Falls Regional Airport (114 km nordwestlich).

## Bildung
In Orange City ist das Northwestern College beheimatet, ein christliches Liberal Arts College mit rund 1200 Studenten.

## Geschichte und Kultur
Orange City wurde 1870 durch holländische Siedler gegründet, eine Tatsache, der man mit dem jährlichen Tulpenfestival im Mai gedenkt. Im Jahr 1872 wurde der Sitz der Countyverwaltung und das Gericht von Calliope (seit 1893 ein Stadtteil von Hawarden) nach hierher verlegt. 1884 wurde Orange City als selbstständige Kommune inkorporiert.

## Bevölkerung
Nach der Volkszählung im Jahr 2010 lebten in Orange City 6004 Menschen in 1905 Haushalten. Die Bevölkerungsdichte betrug 588,6 Einwohner pro Quadratkilometer. In den 1905 Haushalten lebten statistisch je 2,61 Personen.
Ethnisch betrachtet setzte sich die Bevölkerung zusammen aus 93,2 Prozent Weißen, 0,6 Prozent Afroamerikanern, 0,3 Prozent amerikanischen Ureinwohnern, 1,4 Prozent Asiaten sowie 3,4 Prozent aus anderen ethnischen Gruppen; 1,0 Prozent stammten von zwei oder mehr Ethnien ab. Unabhängig von der ethnischen Zugehörigkeit waren 7,0 Prozent der Bevölkerung spanischer oder lateinamerikanischer Abstammung.
23,1 Prozent der Bevölkerung waren unter 18 Jahre alt, 62,2 Prozent waren zwischen 18 und 64 und 14,7 Prozent waren 65 Jahre oder älter. 52,7 Prozent der Bevölkerung waren weiblich.
Das mittlere jährliche Einkommen eines Haushalts lag bei 56.855 USD. Das Pro-Kopf-Einkommen betrug 19.306 USD. 4,0 Prozent der Einwohner lebten unterhalb der Armutsgrenze.